# (5149) Leibniz
Pour les articles homonymes, voir Leibniz (homonymie).
(5149) Leibniz est un astéroïde de la ceinture principale.

## Description
(5149) Leibniz est un astéroïde de la ceinture principale. Il fut découvert par Cornelis Johannes van Houten, Ingrid van Houten-Groeneveld et Tom Gehrels le 24 septembre 1960 à l'observatoire Palomar. Il présente une orbite caractérisée par un demi-grand axe de 3,16 UA, une excentricité de 0,142 et une inclinaison de 0,73° par rapport à l'écliptique.
Il fut nommé en hommage au philosophe, scientifique, mathématicien, logicien, diplomate, juriste, bibliothécaire et philologue allemand Gottfried Wilhelm Leibniz.